# Hermann Weber (Politiker, 1830)
Hermann Heinrich Georg Wilhelm Weber (* 18. November 1830 in Assenheim; † 4. April 1902 in Offenbach am Main) war ein deutscher Jurist und Politiker (NLP) und Präsident der 2. Kammer der Landstände des Großherzogtums Hessen.
Hermann Weber war der Sohn des ysenburg-wächtersbachischen Kammerrats Georg Leonhard Weber (1794–1879) und dessen Ehefrau Sophie Eleonore Therese, geborene Brill. Weber, der evangelischen Glaubens war, heiratete 1859 Ottilie geborene Thudichum, der Tochter des Abgeordneten Georg Thudichum.
Er studierte ab 1847 in Gießen und Heidelberg Rechtswissenschaften. 1854 wurde er Gerichtsakzessist in Offenbach. 1855 wurde er zum Dr. jur. promoviert. Ab 1858 war er Hofgerichtsadvokat- und prokurator am Hofgericht Gießen und ab 1862 das gleiche am Hofgericht Darmstadt. Ab 1890 war er Rechtsanwalt in Offenbach und wurde 1890 zum Justizrat und 1898 zum Geheimen Justizrat ernannt. 1899 wurde er Notar und trat 1901 in den Ruhestand.  
Von 1874 bis 1878 und wieder von 1888 bis 1896 gehörte er der Zweiten Kammer der Landstände an. Er wurde für den Wahlbezirk Stadt Offenbach gewählt. Er war 1875 bis 1878 Vizepräsident und 1892 bis 1896 Präsident der Zweiten Kammer. 1898 wurde er vom Großherzog zum lebenslangen Mitglied der Ersten Kammer der Landstände ernannt.